# Баллерштедт
Баллерштедт (нем. Ballerstedt) — община в Германии, в земле Саксония-Анхальт.
Входит в состав района Штендаль. Подчиняется управлению Остербург. Население составляет 308 человек (на 31 декабря 2006 года). Занимает площадь 11,86 км².